# 上カルニオラ地方
上カルニオラ地方

(スロベニア語: Gorenjska statistična regija)は、スロベニアで統計上用いられる地方区画 (Statistical regions of Slovenia) のひとつ。スロベニア北西部に位置しており、伝統的にはゴレンスカ地方と呼ばれる地方の一部にあたる。

## 統計上の特徴
トリグラウ山やアルプス山脈等の高い山が聳える地方で、大部分が国立公園として保護されている。2013年には、スロベニアに宿泊する観光客の19%がこの地方で宿泊した。その内78%が外国人である。人口1000人当たりの宿泊可能人数は沿岸カルスト地方に次いで国内2位である。
失業率は国内最低で、全国平均を3%下回った。失業率が最高のムラ地方と比較すると8%も低い。
農家当たりの農地面積と、農家当たりの家畜数は国内最高だが、農業は最も重要な産業というわけではない。
初等教育しか受けていない人の割合は全国平均より低く、高等教育を受けた人の割合は全国平均より高い。

## 自治体
上カルニオラ地方には18の自治体が含まれる。

その内2012年の人口が1万人以上だったのは以下の5市である。
- クラーニ：3.74万人
- シュコーフィア・ロカ：2.29万人
- イェセニツェ：2.14万人
- ラドヴリツァ：1.82万人
- トルジッチ：1.52万人

## 経済
- 第一次産業：2.1%
- 第二次産業：39%
- 第三次産業：58.9%

## 観光
この地方に来る観光客の出身国は以下の通り。
- スロベニア：20%
- ドイツ：10%
- イタリア：8.5%
- クロアチア：4.6%
- イギリス：4.3%
- オーストリア：3.7%
- その他：49%

## 交通
- 高速道路：73.2km
- その他の道路+鉄道：3127.4km

国内最大のリュブリャナ空港が有る。